# Xysticus gosiutus
Xysticus gosiutus är en spindelart som beskrevs av Willis J. Gertsch 1932. Xysticus gosiutus ingår i släktet Xysticus och familjen krabbspindlar. Inga underarter finns listade i Catalogue of Life.